# تجمع ركبان (زمنخ ومنوخ)

تعديل مصدري - تعديل

تجمع ركبان هي إحدى قرى عزلة زمنح ومنوخ بمديرية زمنخ ومنوخ التابعة لمحافظة حضرموت، بلغ تعداد سكانها 53 نسمة حسب تعداد اليمن لعام 2004.